# Río Altube
El río Altube es un río del norte de la península ibérica que discurre por Álava y Vizcaya, España.

## Curso
El río Altube nace en el término municipal de Zuya, en el macizo del Gorbea. Discurre por los términos de Amurrio y Orozco y  desemboca en el río Nervión en la localidad de Llodio. 
Aparece descrito en el segundo volumen del Diccionario geográfico-estadístico-histórico de España y sus posesiones de Ultramar de Pascual Madoz con las siguientes palabras:

ALTUBE: r. en la prov. de Vizcaya, y part. de Durango: tiene origen en el monte que le da nombre. (V).
(Madoz, 1845, p. 212)